# (6192) Javiergorosabel
(6192) Javiergorosabel es un asteroide perteneciente al cinturón de asteroides, región del sistema solar que se encuentra entre las órbitas de Marte y Júpiter, descubierto el 21 de mayo de 1990 por Eleanor F. Helin desde el Observatorio del Monte Palomar, Estados Unidos.

## Designación y nombre
Designado provisionalmente como 1990 KB1. Fue nombrado Javiergorosabel en honor a Javier Gorosábel Urkía, astrónomo natural de Éibar, uno de los pioneros en la investigación de los estallidos de rayos γ en febrero de 2017, por la Unión Astronómica Internacional a propuesta del Planetario de Pamplona, con el apoyo de la Sociedad Española de Astronomía.

## Características orbitales
Javiergorosabel está situado a una distancia media del Sol de 2,292 ua, pudiendo alejarse hasta 2,902 ua y acercarse hasta 1,682 ua. Su excentricidad es 0,266 y la inclinación orbital 10,33 grados. Emplea 1268,01 días en completar una órbita alrededor del Sol.

## Características físicas
La magnitud absoluta de Javiergorosabel es 12,8. Tiene 6,455 km de diámetro y su albedo se estima en 0,353. Está asignado al tipo espectral S según la clasificación SMASSII.